# Стафилококи
Стафилококите (Staphylococcus) са род бактерии от семейство Стафилококови (Staphylococcaceae) или Микрококи (Micrococcaceae), най-малко 40 вида. Повечето от тях са безвредни и обикновено живеят по кожата и лигавицата на хора и други организми. Някои видове са причина за стафилококови инфекции. Отделяните от тях токсини са честа причина за хранителни отравяния, тъй като стафилококите могат да се размножават бързо в неправилно съхранявана храна.

## История
Стафилококите са наблюдавани за пръв път от Луи Пастьор през 1879 г. През 1884 г. Фридрих Розенбах описва тяхната морфология и културелна характеристика.

## Видове
- Staphylococcus afermentans
- Staphylococcus aureus
- Staphylococcus auricularis
- Staphylococcus capitis
- Staphylococcus caprae
- Staphylococcus cohnii
- Staphylococcus epidermidis
- Staphylococcus felis
- Staphylococcus haemolyticus
- Staphylococcus hominis
- Staphylococcus intermedius
- Staphylococcus lugdunensis
- Staphylococcus pettenkoferi
- Staphylococcus saprophyticus
- Staphylococcus schleiferi
- Staphylococcus simulans
- Staphylococcus vitulus
- Staphylococcus warneri
- Staphylococcus xylosus

Основните видове, имащи отношение към човешкото здраве, са Staphylococcus aureus, Staphylococcus saprophyticus и Staphylococcus epidermidis. Staphylococcus aureus е патогенен представител, основен причинител на стафилококови инфекции. Staphylococcus epidermidis също е способен да причини някои заболявания. Staphylococcus saprophyticus е непотегенен бактерий, но може да предизвика инфекция на пикочните пътища.

## Морфология
Стафилококите са грамположителни бактерии с кълбовидна форма и големина 0,5 – 1,5 μm в диаметър. Разполагат се в групи под формата на грозд. Те са неподвижни, не образуват спори, но някои щамове образуват капсули.

## Епидемиология
Източник на патогенни стафилококи са болният човек и здрави заразоносители. Патогенни стафилококи често са причинители на вотреболнични инфекции.